# 吉田康
吉田 康（よしだ やすし、1955年5月24日 - ）は、日本の実業家。ブルボンの代表取締役社長。公益財団法人ブルボン吉田記念財団理事長。

## 人物
広島県広島市出身。1979年、北日本食品工業株式会社（現ブルボン）入社。1996年より四代目代表取締役社長。ブルボン三代目社長・吉田高章の娘婿。1982年に進出したチョコレート菓子部門の成長に貢献した。

## 経歴
- 1979年 名古屋大学農学部農芸化学科卒業、北日本食品工業株式会社（現ブルボン）入社[2]
- 1986年 第二製造企画部長
- 1987年 取締役第二製造企画部長
- 1989年 常務取締役
- 1990年 専務取締役
- 1992年 常務取締役
- 1996年 代表取締役社長
- 2019年 藍綬褒章受章
- 2023年 食料産業特別貢献大賞受賞[3]